# Lublin Zachodni
Lublin Zachodni – przystanek osobowy w Lublinie, położony na granicy dzielnic Czuby Południowe i Zemborzyce, przy Starym Gaju, oddany do użytku 15 grudnia 2019. Jest ważnym punktem komunikacyjnym dla dzielnic Czuby i Węglin Południowy.

## Ruch pasażerski
| Rok  | Wymiana pasażerska na dobę |
| ---- | -------------------------- |
| 2019 | 0-9                        |
| 2020 | 20-49                      |
| 2021 | 100-149                    |
| 2022 | 300-499                    |
| 2023 | 300-499                    |

## Lokalizacja
Przystanek znajduje się pomiędzy ulicą Węglinek a Starym Gajem. Dojście dla pieszych jest możliwe z ul. Szafirowej (schody i podjazdy) oraz z osiedla Widok (chodnik wzdłuż torów od ul. Bursztynowej). Tuż obok przystanku znajduje się zbiornik odparowujący.
Do przystanku ma prowadzić droga łącząca pętle komunikacji miejskiej przy ul. Granitowej (osiedle Poręba) i ul. Filaretów (osiedle Widok). Droga ta byłaby fragmentem ul. Lubelskiego Lipca 80.

## Historia
Plan budowy dworca kolejowego na terenie Czubów istniał w latach 70. XX w. Dworzec miał znajdować się w osi ulicy Filaretów. Rozpoczęto budowę (niedokończonego do dziś) przedłużenia tej ulicy w stronę torów. Rozsunięto także tory, aby mógł tam powstać peron wyspowy. Planowano także przedłużenie Trasy Zielonej wzdłuż torów aż do współczesnej drogi S19 w kierunku Kraśnika.
W XXI wieku miasto zrezygnowało z budowy przystanku w okolicach ul. Filaretów. Jedynym postojem dla pociągów dalekobieżnych była stacja Lublin (od 2019 o nazwie Lublin Główny). Niektóre pociągi zatrzymywały się też na stacji Lublin Północny, a gęsto zaludnione osiedla pozostały bez dostępu do kolei.

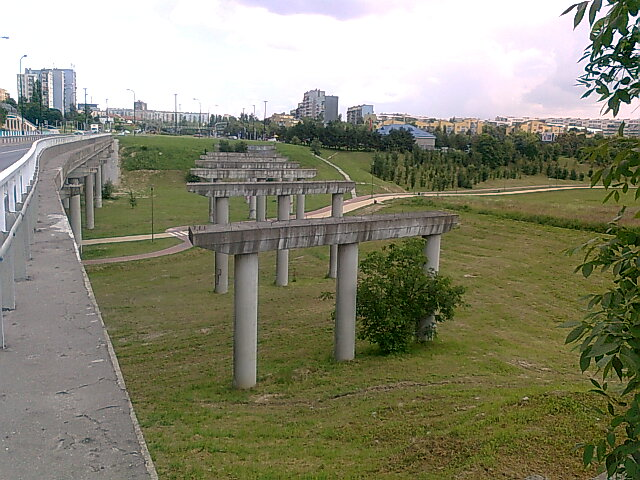
Niedokończona inwestycja – filary pod wiadukt w kierunku planowanego dworca (2013)
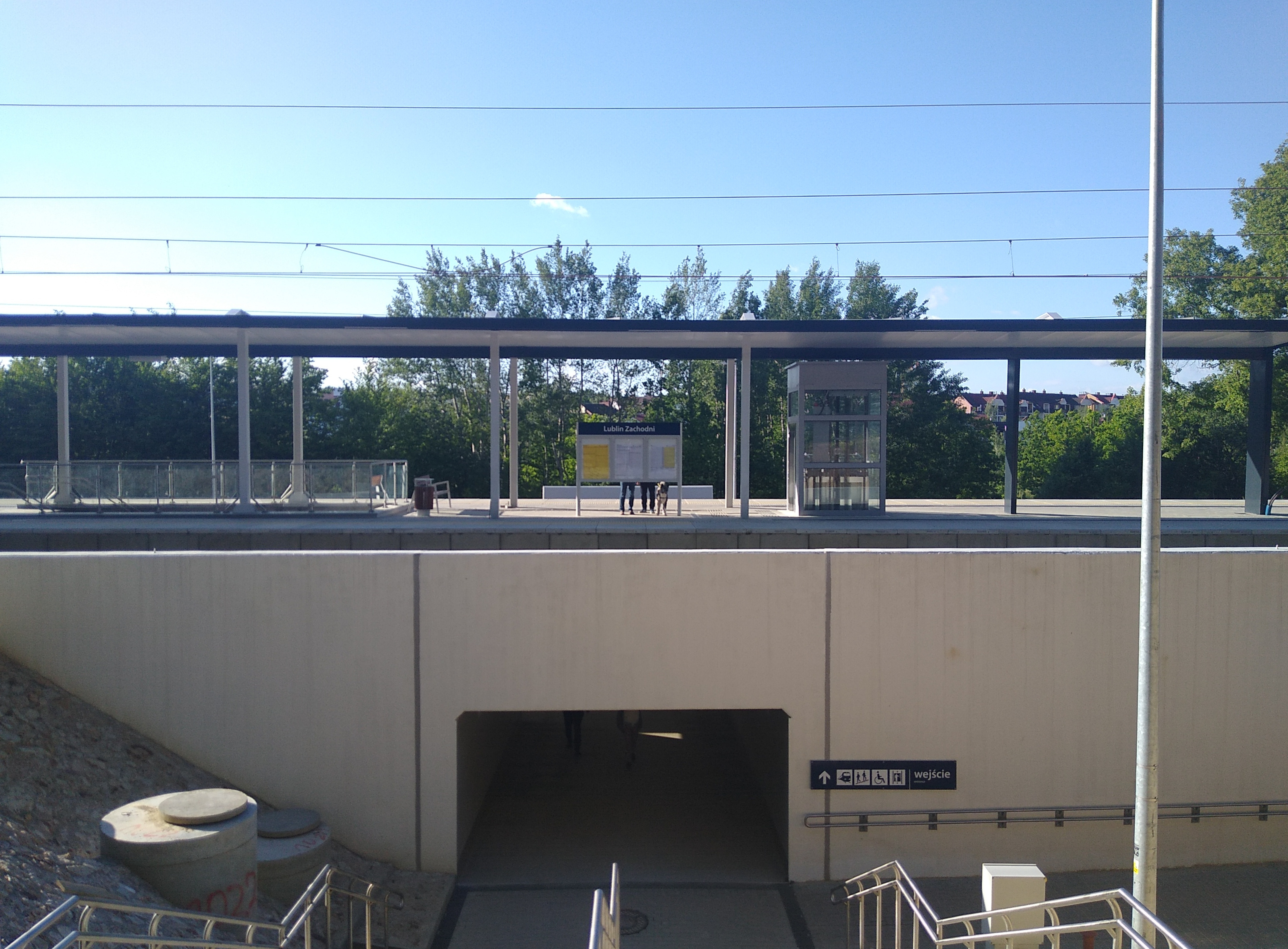
Lublin Zachodni – peron z wiatą i przejściem podziemnym (2020)